# Tractat de Londres (1913)
El tractat de Londres de 1913 va ser un acord signat el 30 de maig d'aquest any per concloure amb la configuració territorials ocorreguts a la península dels Balcans a conseqüència de la Primera Guerra dels Balcans.

## Context històric
Les hostilitats de la Primera Guerra dels Balcans havien cessat el 2 de desembre de 1912. Els països bel·ligerants van ser les nacions pertanyents a la Lliga Balcànica (Sèrbia, Grècia, Bulgària i Montenegro) i el derrotat Imperi Otomà. Les grans potències representants durant la signatura del tractat van ser Imperi Alemany, Imperi Austrohongarès, Regne Unit i Rússia.
Els principals punts en disputa van ser:
- L'estatus de la independència d'Albània, país que havia estat envaït per Sèrbia, Montenegro i Grècia.
- L'estatus del districte administratiu otomà de Sandžak, territori que antigament va formar part del Despotat de Sèrbia però dividit en els territoris de Raška i Zeta. Aquestes regions es trobaven protegides per Àustria-Hongria segons l'acordat en el Congrés de Berlín de 1878.
- L'estatus dels territoris de Kosovo, Macedònia i Tràcia.

El tractat va ser negociat a Londres durant una conferència internacional que va començar el desembre de 1912, després de la declaració d'independència d'Albània el 28 de novembre del mateix any.
Les quatre potències representants del tractat, a més de França, van donar suport a la creació d'una Albània independent.
No obstant això, la posició d'Àustria-Hongria es devia a la seva política d'evitar l'expansionisme de Sèrbia amb el propòsit d'aconseguir el mar Adriàtic i la postura d'Itàlia es va deure principalment a reclamacions territorials sobre Albània que van ser manifestades en 1939 després l'ocupació d'aquest país. Rússia recolzava a Sèrbia i Montenegro, mentre que el Regne Unit i Alemanya van prendre una posició neutral. Aquesta decisió es va determinar a causa de les ambicions dels vencedors de la Primera Guerra Balcànica per compartir el territori d'Albània.

## Condicions
Les condicions establertes mitjançant aquest tractat van ser:
- Albània es declararà com un estat independent i Sèrbia, Montenegro i Grècia estaran obligats a retirar les seves tropes d'Albània.
- El territori de Sandžak fou dividit entre Sèrbia i Montenegro.
- Bulgària adquirí la regió de Tràcia. Els límits del territori estaven compresos entre la localitat de Eno almar Egeu i Midia (actualment Kıyıköy) al mar Negre.
- No s'acordà cap solució definitiva a la divisió del territori de Macedònia entre les potències vencedores de la Primera Guerra Balcànica a causa de desacords entre aquestes nacions.

Els defectes i inconformitats causats pel tractat, van portar a una nova guerra, la Segona Guerra Balcànica al juny de 1913. L'acord de pau definitiu entre les nacions bel·ligerants va ser el Tractat de Bucarest signat el13 d'agost del mateix any.